# Duitse Rente
Duitse Rente is een Duits socialezekerheidspensioen, dat van belang is voor de Nederlandse belastingheffing. 
Met Duitsland is voor inwoners van Nederland die deze rente ontvangen in 1959 een belastingverdrag gesloten, dat in 2012 is vernieuwd. Het pensioenartikel in het Verdrag (artikel 17) voorkomt dat in twee landen belasting moet worden betaald door belastingplichtigen voor pensioen-, lijfrente- en socialezekerheidsuitkeringen en voorkomt daarnaast veel administratieve lasten. Bovendien is de bedoeling van het verdrag het ontgaan van belasting te voorkomen. De Nederlandse inzet bij de onderhandelingen is daarbij primair gebaseerd op de Notitie Fiscaal Verdragsbeleid 2020. 

## Verdrag
Onder het oude verdrag van 1959 werd het heffingsrecht over socialezekerheidspensioenen toegewezen aan het bronland. De doelstelling van het nieuwe belastingverdrag met Duitsland is om in principe belasting te heffen in het bronland, tenzij de administratieve lasten niet opwegen tegen de heffing. Een unilaterale vrijstelling (waarbij in beide landen geen belasting zou worden geheven over de Duitse Rente) in situaties waarin het heffingsrecht over Duitse Rente aan Nederland wordt toegewezen, zou leiden tot dubbele niet-heffing.
In het Verdrag is opgenomen dat inwoners van de ene staat, die pensioen-, lijfrente- en socialezekerheidsuitkeringen van in totaal € 15.000 of minder per jaar uit de andere staat ontvangen, worden belast in de woonstaat en dan geen aangifte hoeven te doen in de bronstaat. Met de € 15.000-grens aan Duitse Rente in het Verdrag worden dergelijke administratieve lasten voor inwoners van Nederland voorkomen. Als belastingplichtigen met een hogere Duitse Rente ook hoger ander Duits inkomen hebben dat meetelt voor de € 15,000-grens, zal er sprake zijn van Duitse bronstaatheffing. Het overige inkomen naast de Duitse Rente kan Nederlands of buitenlands pensioen zijn, maar ook bijvoorbeeld winst uit een onderneming.

## Aantallen
Volgens de beschikbare gegevens van de Belastingdienst voor 2020 ontvingen ongeveer 61.600 inwoners van Nederland een Duitse Rente, waarvan ongeveer 57.500 (ongeveer 93%) een Duitse Rente van € 15.000 of minder ontving.
Deze aantallen zijn gebaseerd op de beschikbare data uit de aangifte- en aanslagsystemen van de Belastingdienst. Hoewel er daarbij zoveel mogelijk aansluiting is gezocht bij Duitse data, wijken de hier genoemde aantallen af van de aantallen uit Duitse systemen die eerder openbaar zijn gemaakt naar aanleiding van een Wob-verzoek van 22 februari 2022. Mogelijke oorzaak is dat de Duitse data niet altijd te herleiden is tot het in een aangifte opgenomen buitenlands pensioen. Volgens de eerder openbaargemaakte Duitse data (2019) ontvingen ongeveer 74.000 inwoners van Nederland een Duitse Rente.

## Achtergrond
De achtergrond van deze grens in de pensioenbepaling is gelegen in de administratieve lasten die ontstonden doordat inwoners van Nederland met een Duitse Rente onder het oude verdrag te maken kregen met een in Duitsland ingevoerde belastingplicht voor ontvangers van die Duitse Rente. Met ingang van 1 januari 2005 is de Duitse belastingwetgeving aangepast en wordt een Duitse Rente in Duitsland als belastbaar inkomen aangemerkt. De aanpassing ziet op zowel de belastingheffing van in Duitsland als in andere landen wonende Duitse Rentegenieters en heeft dus ook gevolgen voor inwoners van Nederland. Inwoners van Nederland die een (kleine) Duitse Rente ontvingen kregen daardoor te maken met administratieve lasten.
Ten tijde van het sluiten van het Verdrag kwam er in meerdere verdragen een vergelijkbare grens voor:
- in het pensioenartikel in het belastingverdrag met België (2001) is een grens van € 25.000 opgenomen
- in het pensioenartikel in het belastingverdrag met Zwitserland (2010) was aanvankelijk een grens van € 20.000 opgenomen
- in het belastingverdrag tussen Duitsland en Turkije van 2011 is in het pensioenartikel een grens van € 10.000 opgenomen